# Lakhimpur
Lakhimpur è una suddivisione dell'India, classificata come municipal board, di 120.566 abitanti, capoluogo del distretto di Lakhimpur Kheri, nello stato federato dell'Uttar Pradesh. In base al numero di abitanti la città rientra nella classe I (da 100.000 persone in su).

## Geografia fisica
La città è situata a 27° 56' 60 N e 80° 46' 0 E e ha un'altitudine di 146 m s.l.m..

## Società

### Evoluzione demografica
Al censimento del 2001 la popolazione di Lakhimpur assommava a 120.566 persone, delle quali 64.804 maschi e 55.762 femmine. I bambini di età inferiore o uguale ai sei anni assommavano a 15.179, dei quali 8.211 maschi e 6.968 femmine. Infine, coloro che erano in grado di saper almeno leggere e scrivere erano 86.307, dei quali 48.712 maschi e 37.595 femmine.